# Antônio Álvares da Cunha
Pour les articles homonymes, voir Alvares.
Antônio Álvares da Cunha (Lisbonne, 1700 - Lisbonne, 1791) fut un noble et un administrateur colonial portugais. Il fut notamment gouverneur de l'Angola, 19e seigneur de Tábua et 9e vice-roi du Brésil, de 1763 à 1767.
Le fils de Pedro Álvares da Cunha, 18e seigneur de Tábua. et d'Inês Maria de Melo, il est nommé  1er comte de Cunha le 14 mars 1760. Plus tard il sera nommé aussi Capitaine de mer et Capitaine de guerre des frégates de la marine, ainsi que général de la fortification marocaine de Mazagan. 
Alors que la couronne portugaise décidait de transférer le gouvernement colonial du Brésil de Salvador (Bahia) à Rio de Janeiro, il fut le premier vice-roi du Brésil à avoir son siège à Rio de Janeiro. 
En tant que vice-roi du Brésil, il a amélioré les fortifications alors existantes de la ville de Rio de Janeiro. Cependant, son initiative la plus importante fut la fondation, le 29 décembre 1763, de l'Arsenal de la Marine de Rio de Janeiro, qui est encore aujourd'hui le principal centre de maintenance de la marine brésilienne. Le comte fonda également l'Arsenal de la Guerre, dans la même ville. 